# Teutoniella cekalovici
Teutoniella cekalovici is een spinnensoort uit de familie van de Micropholcommatidae. De soort ' werd in 1986 beschreven door Norman I. Platnick & Raymond Robert Forster